# Campionati mondiali juniores di sci alpino 1995
I Campionati mondiali juniores di sci alpino 1995, 14ª edizione della manifestazione organizzata dalla Federazione Internazionale Sci, si svolsero in Norvegia, a Voss, dal 16 al 21 marzo; il programma incluse gare di discesa libera, slalom gigante, slalom speciale e combinata, sia maschili sia femminili.

## Risultati

### Uomini

#### Discesa libera
| Pos. | Atleta             | Nazione   | Tempo   |
| ---- | ------------------ | --------- | ------- |
| 1    | Kurt Sulzenbacher  | Italia    | 1:41,19 |
| 2    | Norbert Holzknecht | Austria   | 1:41,43 |
| 3    | Paolo Lampredi     | Italia    | 1:41,59 |
| 4    | Wisi Betschart     | Austria   | 1:42,04 |
| 5    | Christoph Gruber   | Austria   | 1:42,37 |
| 6    | Christian Reiter   | Austria   | 1:42,46 |
| 7    | Romain Valla       | Francia   | 1:42,73 |
| 8    | Sami Uotila        | Finlandia | 1:42,78 |
| 9    | Antoine Dénériaz   | Francia   | 1:42,81 |
| 10   | Axel Wroll Evensen | Norvegia  | 1:42,85 |

Data: 16 marzo

#### Slalom gigante
| Pos. | Atleta             | Nazione     | Tempo   |
| ---- | ------------------ | ----------- | ------- |
| 1    | Christoph Gruber   | Austria     | 1:58,91 |
| 2    | Marc Kühni         | Svizzera    | 1:59,19 |
| 3    | Jeff Piccard       | Francia     | 2:00,46 |
| 4    | Arnold Rieder      | Italia      | 2:00,63 |
| 5    | Cédric Meilleur    | Francia     | 2:00,67 |
| 6    | Alexander Prosch   | Italia      | 2:00,80 |
| 7    | Omar Gandelli      | Italia      | 2:01,02 |
| 8    | Walter Girardi     | Italia      | 2:01,08 |
| 9    | Norbert Holzknecht | Austria     | 2:01,25 |
| 10   | Forest Carey       | Stati Uniti | 2:01,49 |

Data: 21 marzo

#### Slalom speciale
| Pos. | Atleta             | Nazione  | Tempo   |
| ---- | ------------------ | -------- | ------- |
| 1    | Florian Seer       | Austria  | 1:32,12 |
| 2    | Marco Casanova     | Svizzera | 1:33,81 |
| 3    | Albert Leichtfried | Austria  | 1:34,51 |
| 4    | Bernhard Kiener    | Svizzera | 1:34,56 |
| 5    | David De Costa     | Slovenia | 1:34,58 |
| 6    | Johan Brolenius    | Svezia   | 1:34,64 |
| 7    | Thomas Geisser     | Svizzera | 1:34,69 |
| 8    | Omar Gandelli      | Italia   | 1:34,78 |
| 9    | Walter Girardi     | Italia   | 1:35,08 |
| 10   | Romain Valla       | Francia  | 1:35,16 |

Data: 19 marzo

#### Combinata
| Pos. | Atleta           | Nazione  |
| ---- | ---------------- | -------- |
| 1    | Christoph Gruber | Austria  |
| 2    | Walter Girardi   | Svizzera |
| 3    | David De Costa   | Slovenia |

Data: 16-21 marzo

Classifica stilata attraverso i piazzamenti ottenuti
in discesa libera, slalom gigante e slalom speciale

### Donne

#### Discesa libera
| Pos. | Atleta               | Nazione  | Tempo   |
| ---- | -------------------- | -------- | ------- |
| 1    | Sylviane Berthod     | Svizzera | 1:26,23 |
| 2    | Cecilie Hagen Larsen | Norvegia | 1:26,63 |
| 3    | Elisabeth Brandner   | Germania | 1:26,74 |
| 4    | Brigitte Obermoser   | Austria  | 1:26,80 |
| 5    | Maren Günter         | Germania | 1:26,83 |
| 6    | Eveline Rohregger    | Austria  | 1:26,84 |
| 7    | Špela Bračun         | Slovenia | 1:26,92 |
| 8    | Yvonne Lunde         | Norvegia | 1:26,96 |
| 9    | Marlies Oester       | Svizzera | 1:26,99 |
| 10   | Carole Moschetti     | Francia  | 1:27,13 |

Data: 16 marzo

#### Slalom gigante
| Pos. | Atleta             | Nazione  | Tempo   |
| ---- | ------------------ | -------- | ------- |
| 1    | Karin Roten        | Svizzera | 2:02,46 |
| 2    | Sandra Hälldahl    | Svezia   | 2:02,81 |
| 3    | Catherine Borghi   | Svizzera | 2:03,17 |
| 4    | Gro Kvinlog        | Norvegia | 2:03,21 |
| 5    | Karen Putzer       | Italia   | 2:03,28 |
| 6    | Ingrid Bjørdal     | Norvegia | 2:03,48 |
| 7    | Špela Bračun       | Slovenia | 2:03,95 |
| 8    | Marlies Oester     | Svizzera | 2:04,08 |
| 9    | Maren Günter       | Germania | 2:04,16 |
| 10   | Brigitte Obermoser | Austria  | 2:04,19 |

Data: 20 marzo

#### Slalom speciale
| Pos. | Atleta               | Nazione  | Tempo   |
| ---- | -------------------- | -------- | ------- |
| 1    | Marlies Oester       | Svizzera | 1:22,12 |
| 2    | Karin Roten          | Svizzera | 1:23,16 |
| 3    | Cecilie Hagen Larsen | Norvegia | 1:23,32 |
| 4    | Alenka Dovžan        | Slovenia | 1:23,70 |
| 5    | Catherine Borghi     | Svizzera | 1:24,10 |
| 6    | Maren Günter         | Germania | 1:24,62 |
| 7    | Sandra Hälldahl      | Svezia   | 1:24,68 |
| 8    | Špela Bračun         | Slovenia | 1:24,77 |
| 9    | Simone Behringer     | Germania | 1:25,05 |
| 10   | Hélène Richard       | Francia  | 1:25,12 |

Data: 18 marzo

#### Combinata
| Pos. | Atleta         | Nazione  |
| ---- | -------------- | -------- |
| 1    | Marlies Oester | Svizzera |
| 2    | Maren Günter   | Germania |
| 3    | Špela Bračun   | Slovenia |

Data: 16-20 marzo

Classifica stilata attraverso i piazzamenti ottenuti
in discesa libera, slalom gigante e slalom speciale

## Medagliere per nazioni
| Pos. | Nazione  | Oro | Argento | Bronzo | Totale |
| ---- | -------- | --- | ------- | ------ | ------ |
| 1    | Svizzera | 4   | 3       | 1      | 8      |
| 2    | Austria  | 3   | 1       | 1      | 4      |
| 3    | Italia   | 1   | 1       | 1      | 3      |
| 4    | Germania | 0   | 1       | 1      | 2      |
| 4    | Norvegia | 0   | 1       | 1      | 2      |
| 6    | Svezia   | 0   | 1       | 0      | 1      |
| 7    | Slovenia | 0   | 0       | 2      | 2      |
| 8    | Francia  | 0   | 0       | 1      | 1      |